# Université Gaston-Berger (Sport)
L'université Gaston-Berger, est un club omnisports sénégalais basée à Saint-Louis, possède une équipe de basket-ball et de Football.

## Histoire
Le club est créé par l’Université Gaston-Berger il comprend deux sections une pour le basket et le second pour le foot qui ont été créé en 2010. Prenant le nom de Université Sporting Club de Saint-Louis.
L'UGB Basketball remporte sa première Coupe du Sénégal en 2010, battant le Dakar Université Club en finale.
Elle remporte le Championnat du Sénégal en 2012 puis une nouvelle Coupe du Sénégal en 2013.
La section foot a atteint deux fois les demi-finales de la Coupe du Sénégal de football en 2014 et en 2019.
Par ailleurs elle a été promue en 2015 et joue en D3

## Palmarès

### Basketball
- Champion du Sénégal (1)
  - Champion en 2012[6]
  - Finaliste en 2015[7].

- Coupe du Sénégal (3) 
  - Champion en 2010, 2013[8]. Et 2015[7].